# Rockville (Alabama)
Rockville – jednostka osadnicza w Stanach Zjednoczonych, w stanie Alabama, w hrabstwie Clarke.